# Bicellariella brevispina
Bicellariella brevispina är en mossdjursart som först beskrevs av Charles Henry O'Donoghue 1923.  Bicellariella brevispina ingår i släktet Bicellariella och familjen Bugulidae. Inga underarter finns listade i Catalogue of Life.